# Santa Cruz (Teksas)
Santa Cruz – jednostka osadnicza w Stanach Zjednoczonych, w stanie Teksas, w hrabstwie Starr.